# 寄川条路
寄川条路（よりかわ・じょうじ、1961年 - ）は、日本の哲学者・文筆家。専門は思想文化論。筆名は紀川 しのろ。
1961年、福岡県生まれ。早稲田大学文学部卒業、ボーフム大学大学院修了。文学博士。愛知大学教授、明治学院大学教授などを歴任した。日本倫理学会和辻賞、日本随筆家協会賞などを受賞。

## 著書

### 単著
- Hegels Weg zum System. Die Entwicklung der Philosophie Hegels 1797-1803, Frankfurt: Lang, 1996.
- 『体系への道――初期ヘーゲル研究』創土社、2000年。
- 『構築と解体――ドイツ観念論の研究』晃洋書房、2003年。
- 『東洋と西洋――カール・レーヴィットと鈴木大拙』中部日本教育文化会、2003年。
- 『ヘーゲル『精神現象学』を読む』世界思想社、2004年。
- Das System der Philosophie und das Nichts. Studien zu Hegel, Schelling und Heidegger, Freiburg: Alber, 2005.
- 『〈あいだ〉の解釈学――異文化の理解にむけて』世界書院、2006年。
- 『ヘーゲル哲学入門』ナカニシヤ出版、2009年。
- 『新版 体系への道――初期ヘーゲル研究』創土社、2010年。
- 『東山魁夷――ふたつの世界、ひとすじの道』ナカニシヤ出版、2014年。
- 『今泉六郎――ヘーゲル自筆本を日本にもたらした陸軍獣医』ナカニシヤ出版、2015年。
- 『ヘーゲル――人と思想』晃洋書房、2018年。
- 『教養としての思想文化』晃洋書房、2019年。
- 『哲学の本棚――書評集成』晃洋書房、2020年。

### 筆名（紀川しのろ）
- 『随筆集 カサブランカ』日本随筆家協会、2008年。
- 『日々の栞』角川学芸出版、2010年。
- 『教養部しのろ教授の大学入門』ナカニシヤ出版、2014年。
- 『教養部しのろ准教授の恋』ナカニシヤ出版、2015年。
- 『シノロ教授の大学事件』世界書院、2019年。

### 編著
- 『生命と倫理』学陽書房、2004年。
- 『メディア論――現代ドイツにおける知のパラダイム・シフト』御茶の水書房、2007年。
- 『インター・カルチャー――異文化の哲学』晃洋書房、2009年。
- 『グローバル・エシックス――寛容・連帯・世界市民』ミネルヴァ書房、2009年。
- 『新しい時代をひらく――教養と社会』角川学芸出版、2011年。
- 『若者の未来をひらく――教養と教育』角川学芸出版、2011年。
- 『ヘーゲル講義録入門』法政大学出版局、2016年。
- 『ヘーゲルと現代思想』晃洋書房、2017年。
- 『ヘーゲルと現代社会』晃洋書房、2018年。
- 『大学における〈学問・教育・表現の自由〉を問う』法律文化社、2018年。
- 『大学の危機と学問の自由』法律文化社、2019年。
- 『大学の自治と学問の自由』晃洋書房、2020年。
- 『表現の自由と学問の自由――日本学術会議問題の背景』社会評論社、2021年。
- 『実録・明治学院大学〈授業盗聴〉事件――盗聴される授業、検閲される教科書』社会評論社、2021年。
- 『学問の自由と自由の危機――日本学術会議問題と大学問題』社会評論社、2022年。
- 『キリスト教学校の「犯罪」――明治学院大学〈教科書検閲〉事件』社会評論社、2023年。
- 『決定版　明治学院大学事件――授業盗聴と教科書検閲』社会評論社、2024年。

### 共著
- 『自然とその根源力』ミネルヴァ書房、1993年。
- 『〈対話〉に立つハイデッガー』理想社、2000年。
- 『ドイツ観念論を学ぶ人のために』世界思想社、2006年。
- 『ヘルダリーンとヘーゲル――学問の自由と自由の思想』社会評論社、2022年。

### 翻訳
- ヘーゲル『初期ヘーゲル哲学の軌跡――断片・講義・書評』ナカニシヤ出版、2006年（編訳）。
- カール・ローゼンクランツ『日本国と日本人』法政大学出版局、2015年。
- オットー・ペゲラー編『ヘーゲル講義録研究』法政大学出版局、2015年（監訳）。
- ヘーゲル『美学講義』法政大学出版局、2017年（監訳）。